# Pacific PR02
A Pacific PR02 egy Formula–1-es versenyautó, amit a Pacific Team Lotus csapat tervezett és versenyeztetett az 1995-ös Formula–1 világbajnokság során. Pilótái Andrea Montermini és Bertrand Gachot voltak, valamint az utóbbit váltó Giovanni Lavaggi és Jean-Denis Delétraz.

## Áttekintés
A katasztrofális 1994-es idény ellenére a Pacific maradt a Formula–1-ben, sőt változások is történtek. Mindenekelőtt formálisan egyesültek az 1994 végén csődbe ment legendás Team Lotus istállóval, így felvették a Pacific Team Lotus nevet, és a klasszikus Lotus-logó is felkerült az autókra, amelyek immár kék-fehér színekben pompáztak. Az új, PR02-es autó tervezéséért immár Frank Coppuck felelt, és kidobták az Ilmor motorokat is - helyettük a Ford EDC kódnevű erőforrásait használták, amelyek azonban olcsóságuk mellett alulfejlesztett konstrukciók voltak. Nem ígért jót az sem, hogy a bemutató alkalmával Keith Wiggins majdnem fél órán keresztül próbált kinyitni egy üveg pezsgőt.
Mivel a Lotus és a Larrousse eltűntek a rajtrácsról, és a helyükre csak a Forti érkezett, így legalább az garantálva volt, hogy minden futamon részt tudnak venni. Az új autó előrelépés volt ugyan, de nem túl nagy mértékben. A szezonnyitó brazil nagydíjon Monterminit a kilencedik helyen intették le, hat kör hátrányban - a csapat története során először fejezett be egy futamot. Gachot az idény első hét versenyén nem ért célba különféle műszaki hibák miatt, a brit nagydíjon tizenkettedik lett. Montermini a spanyol nagydíjon nem tudott elrajtolni, Monacóban pedig kizárták, mert miután kiugrott a rajtnál, tíz másodperces stop-and-go büntetést szabtak ki rá, amit nem töltött le. A francia nagydíjon tíz kör hátrányban fejezte be a versenyt, ezért nem rangsorolták, az olasz nagydíjon pedig egy rajtbalesetben kiesett, tartalékautó híján nem tudott részt venni a megismételt rajt során, ezért úgy rangsorolták, hogy nem indult.
A pénzhiányban lévő Pacific a német nagydíjtól kezdve beültette Gachot helyére Giovanni Lavaggit, aki fizetős pilóta volt, de reménytelenül lassú volt és egyszer sem ért célba. A portugál nagydíjtól kezdve ült be helyette Deletraz, aki egyszer kiesett, egyszer pedig körhátrányai miatt nem rangsorolták. Mivel a tesztpilóta Oliver Gavin nem kapta meg a szuperlicenszet, ezért az utolsó három versenyre visszatért Gachot, aki a szezonzáró ausztrál nagydíjon nyolcadik lett.
A csapat végül egy pontot sem szerzett, így az idény végén nem rangsorolták őket. Ugyan már előrehaladott tervek voltak arra, hogy 1996-ban a PR03-assal versenyeznek, melyeket a Yamaha erőforrásai hajtanak, és Gavin lesz az egyik pilótájuk, az idény végén inkább kiszálltak a sportágból.

## Eredmények
| Év   | Csapat             | Motor   | Gumik | Pilóták             | 1   | 2   | 3   | 4   | 5   | 6   | 7   | 8   | 9   | 10  | 11  | 12  | 13  | 14  | 15  | 16  | 17  | Pontok | Helyezés |
| ---- | ------------------ | ------- | ----- | ------------------- | --- | --- | --- | --- | --- | --- | --- | --- | --- | --- | --- | --- | --- | --- | --- | --- | --- | ------ | -------- |
| 1995 | Pacific Team Lotus | Ford ED | G     |                     | BRA | ARG | SMR | ESP | MON | CAN | FRA | GBR | GER | HUN | BEL | ITA | POR | EUR | PAC | JPN | AUS | 0      | -        |
| 1995 | Pacific Team Lotus | Ford ED | G     | Bertrand Gachot     | KI  | KI  | KI  | KI  | KI  | KI  | KI  | 12  |     |     |     |     |     |     | KI  | KI  | 8   | 0      | -        |
| 1995 | Pacific Team Lotus | Ford ED | G     | Giovanni Lavaggi    |     |     |     |     |     |     |     |     | KI  | KI  | KI  | KI  |     |     |     |     |     | 0      | -        |
| 1995 | Pacific Team Lotus | Ford ED | G     | Jean-Denis Delétraz |     |     |     |     |     |     |     |     |     |     |     |     | KI  | NR  |     |     |     | 0      | -        |
| 1995 | Pacific Team Lotus | Ford ED | G     | Andrea Montermini   | 9   | KI  | KI  | NI  | KIZ | KI  | NR  | KI  | 8   | 12  | KI  | NI  | KI  | KI  | KI  | KI  | KI  | 0      | -        |